# WWE Slam City
WWE Slam City è una serie animata statunitense basata sulla World Wrestling Entertainment, andata in onda su Nicktoons dal 17 marzo al 4 novembre 2014.

## Sinossi
Durante uno spettacolo della World Wrestling Entertainment, tutti i wrestler vengono licenziati da un uomo misterioso e devono trovarsi un nuovo lavoro.

## Personaggi

### Protagonisti
- AJ Lee
- Alberto Del Rìo
- CM Punk
- Daniel Bryan
- John Cena
- Kane
- Mark Henry
- Randy Orton
- Rey Mysterio
- The Rock
- Santino Marella
- Sheamus
- Steve Austin

### Antagonisti
- Big Show
- Brock Lesnar
- Damien Sandow
- The Miz

## Episodi

### John Cena macchinista
Dopo essere stato licenziato dalla WWE da un misterioso uomo mascherato, John Cena prende un lavoro come meccanico in un negozio di riparazione auto locale.

### Alberto il barista
Alberto Del Rio Barista del caffè di Slam City, si trova in contrasto con un cliente molto insoddisfatto: Damien Sandow.

### Scontro in garage
l'Ultimo cliente di John Cena è un irragionevole Big Show, e le loro attitudini (e corpi) si scontrano all'interno di un anello cavo di accoppiamento.

### Chaos della caffetteria
Santino Marella arriva per cercare di prendere il lavoro di Kane come cuoco, ma il Big Red Monster non darà il suo incarico così facilmente.

### Grande combattimento cinematografico
La Guardia del cinema Sheamus affronta Brock Lesnar, finendo dentro il film.

### Il Guardiano della Strada
Quando il traffico si rifiuta di fermarsi per permettere ai bambini delle scuole di attraversare in sicurezza, Rey Mysterio entra in azione per spianare la strada.

### Cold... Stone Cold
Il Prossimo Cliente di Alberto Del Rio: Stone Cold Steve Austin.

### Perky il pinguino, Mark Henry
Mark Henry travestito da Pinguino se la vede contro dei Pinguini Robot.

### C'è per me?
Quale Sarà il prossimo ingrediente per il cuoco Kane?

### Il gelataio CM Punk e Cow la mucca
Il Gelataio Cm Punk se la vede contro The Miz.

### Grande combattimento cinematografico
Sheamus e Brock Lesnar si affrontano dentro diversi film.

### Battaglia per il quartiere
Rey Mysterio se la vede contro Damien Sandow.

### La ricerca di The Finisher
The Finisher cerca il titolo WWE.

### Pizza al pinguino non è servita! - Parte 1
Mark Henry vs The Rock per un pezzo di Pizza?

### Pizza al pinguino non è servita! - Parte 2
Mark Henry e The Rock si alleano per recuperare la loro pizza rubata da dei Pinguini Robot.

### Noi tutti urliamo per il gelato!
Il gelataio Cm Punk se la vede contro Damien Sandow.

### Caffè Showdown
Il prossimo cliente di Alberto Del Rio: The Miz che ha un'urgenza di andare in bagno.

### Ricetta per il disastro
Daniel Bryan fa visita all'amico di coppia Kane, i due si scontrano ma il duello viene sospeso per una battaglia di cibo.

### Santino Marella lavoro cercasi
Santino Marella cerca di trovare un lavoro a Slam City.

### Voglio il gelato
Il gelataio Cm Punk se la vede contro Mark Henry che vuole un gelato.

### Il gorilla resistente
Il guardiano dello zoo di Slam City Randy Orton cerca di fare il bagno ad un gorilla.

### Chi è il migliore?
Un nuovo visitatore nello Zoo di Slam City: Santino Marella che se la vede contro Randy Orton.

### Prendi quella capra
Il Guardiano dello Zoo di Slam City: Randy Orton cerca di prendere Daniel Bryan?

### Grande combattimento cinematografico
Chi vincerà tra Sheamus e Brock Lesnar nel Wrestling Cinema?

### Finale
John Cena affronta The Finisher per il WWE Championship.